# Coritiba Foot Ball Club (Sergipe)
O Coritiba Foot Ball Club ou Coritiba de Sergipe, é um clube de futsal e futebol sediado na cidade de Itabaiana, no estado brasileiro de Sergipe. Foi fundado no dia 14 de setembro de 1972 pelo político sergipano Wilson Gia da Cunha e suas cores, nome, escudo e uniforme são uma homenagem ao clube paranaense Coritiba Foot Ball Club.
Atualmente manda seus jogos de futebol no Estádio Etelvino Mendonça em Itabaiana, para onde também fora transferida sua sede. Representa o segundo time da cidade de Itabaiana, que também abriga a Associação Olímpica de Itabaiana, considerada o maior clube de futebol do interior do estado e clube com o qual possui rivalidade local.

## História
Fundado inicialmente como Itabaiana Coritiba Esporte Clube, iniciou-se no futsal, onde conquistou seus maiores títulos, tais como o Campeonato do Nordeste de Futsal em 1992 e o heptacampeonato sergipano de futsal (1993 a 1999), participando ainda de três campeonatos brasileiros de futsal.
No futebol, conquistou a segunda divisão do campeonato sergipano em 1998, em 1999 foi o terceiro colocado e participou da Copa do Nordeste de Futebol em 2000. Fez boas campanhas na primeira divisão do Campeonato Sergipano até 2003, ano em que foi rebaixado, em 2013 o clube foi campeão da segunda divisão sergipana. Em 2015 foi rebaixado no campeonato sergipano ficando na última colocação com -3 pontos por escalação de um goleiro irregularmente. Desde 2016 disputa a segunda divisão sergipana.

## Parceria em 2014
Após sucessivas conversas e com a ascensão do Coxa Sergipano no ano de 2014 para a divisão principal do Campeonato Sergipano, foi firmada uma parceria com as categorias de base do Coritiba, seu primo rico da região sul do país que participa da segunda divisão nacional. Assim, se firma uma troca não só a nível de projeção de marketing mas também se cria condições de revelação e desenvolvimento de atletas que possam beneficiar ambas as partes envolvidas.

## Títulos

### Futebol
| Estaduais | Estaduais                       | Estaduais | Estaduais   |
|           | Competição                      | Títulos   | Temporadas  |
| --------- | ------------------------------- | --------- | ----------- |
|           | Campeonato Sergipano - Série A2 | 2         | 1998 e 2013 |

### Futsal
- Copa do Nordeste de Futsal: 1992
- Liga Norte-Nordeste de Futsal: 1998
- Campeonato Sergipano de Futsal: 1993, 1994, 1995, 1996, 1997, 1998, 1999

### Participações
|  | Participações em 2024 |

| Competição | Competição           | Temporadas | Melhor campanha       | Estreia | Última | A | R |
| Sergipe    | Campeonato Sergipano | 7          | 3º colocado (1999)    | 1999    | 2015   |   | 2 |
| Sergipe    | Série A2             | 12         | Campeão (1998 e 2013) | 1998    | 2024   | 2 | 1 |
|            | Copa do Nordeste     | 1          | Fase de grupos (2000) | 2000    | 2000   |   |   |

## Escudo
| Evolução do escudo do Coritiba Foot Ball Clube | Evolução do escudo do Coritiba Foot Ball Clube | Evolução do escudo do Coritiba Foot Ball Clube | Evolução do escudo do Coritiba Foot Ball Clube | Evolução do escudo do Coritiba Foot Ball Clube | Evolução do escudo do Coritiba Foot Ball Clube | Evolução do escudo do Coritiba Foot Ball Clube | Evolução do escudo do Coritiba Foot Ball Clube |
| 1972-2002                                      | 2003-2012                                      | 2013-Presente                                  |                                                |                                                |                                                |                                                |                                                |
| ---------------------------------------------- | ---------------------------------------------- | ---------------------------------------------- | ---------------------------------------------- | ---------------------------------------------- | ---------------------------------------------- | ---------------------------------------------- | ---------------------------------------------- |